# Svih 15 godina – Live...
Svih 15 godina - live je treći live album Parnog valjka snimljen uživo, izdan na 3 LP-a. Koncert je održan na 15. rođendan grupe u Domu sportova 20. studenoga 1990. i 17. prosinca 1990., a izdan 1991. Na albumu se nalaze pjesme sa svih dotadašnjih studijskih albuma.

## Popis pjesama:
strana A:
- 1. Ima dana (s albuma Lovci snova)
- 2. Zagreb ima isti pozivni (s albuma Anđeli se dosađuju?)
- 3. Anđeli se dosađuju? (s albuma Anđeli se dosađuju?)
- 4. Anja (s albuma Anđeli se dosađuju?)
- 5. Moje dnevne paranoje (s albuma Vrijeme je na našoj strani)

strana B:
- 1. Vrijeme je na našoj strani (s albuma Vrijeme je na našoj strani)
- 2. Neda (s albuma Vruće igre)
- 3. Vruće igre - Javi se - Ona je tako prokleto mlada (s albuma Vruće igre)
- 4. Uhvati ritam (s albuma Uhvati ritam)
- 5. Ma 'ajde (gledaj stvari mojim očima) (s albuma Glavnom ulicom)
- 6. Lutka za bal (s albuma Glavom kroz zid)

strana C:
- 1. Ostani s njim (s albuma Uhvati ritam)
- 2. Gledam je dok spava (s albuma Pokreni se!)
- 3. Na pola puta (s albuma Lovci snova)
- 4. Metar iznad dna (s albuma Lovci snova)

strana D:
- 1. Kada me dotakne (s albuma Anđeli se dosađuju?)
- 2. Malena (s albuma Pokreni se!)
- 3. Vrijeme ljubavi (s albuma Lovci snova)
- 4. Jesen u meni (s albuma Anđeli se dosađuju?)
- 5. Hvala ti (s albuma Vruće igre)

strana E:
- 1. Stranica dnevnika (s albuma Gradske priče)
- 2. Staška (s albuma Vrijeme je na našoj strani)
- 3. Pariz (s albuma Lovci snova)
- 4. Samo san (s albuma Lovci snova)

strana F:
- 1. Godine prolaze (s albuma Lovci snova)
- 2. Prokleta nedjelja (s albuma Sjaj u očima)
- 3. Ugasi me (s albuma Pokreni se!)
- 4. U prolazu (s albuma Lovci snova)
- 5. Prevela me mala (s albuma Dođite na show!)

## Impresum
Sve pjesme je napisao Husein Hasanefendić - Hus.
POSTAVU SU ČINILI:
- Aki Rahimovski - vokal
- Husein Hasanefendić - Hus - solo gitara, akustične gitare i vokal
- Dražen Scholz - bubnjevi i vokal
- Berislav Blažević - Bero - klavijature
- Bruno Kovačić - solo gitara, sax, vokal
- Zorislav Preksavec - Prexi - bass gitara, vokal

## Vanjske poveznice
- Svih 15 godina - live na službenoj stranici sastava
- Svih 15 godina - live na stranici Discogs.com